# Open Windows
Open Windows es una película de suspense española de 2014 dirigida y escrita por Nacho Vigalondo, siendo esta su primera película en inglés. El filme está protagonizado por Elijah Wood, Sasha Grey y Neil Maskell.

## Argumento
Nick Chambers (Elijah Wood) gana un concurso para conocer a su actriz favorita, Jill Goddard (Sasha Grey). Nick, el webmaster de un sitio de fans dedicado a Jill, se siente abrumado cuando Chord (Neil Maskell), el gerente de Jill, le informa que ella no solo no lo invitó al evento publicitario de la película, sino que también canceló el concurso. Chord envía de forma remota a Nick un enlace a su computadora portátil que abre una transmisión en vivo. Chord explica que pirateó el teléfono celular de Jill y activó el micrófono y la cámara sin que ella lo supiera. Aunque inquieto por invadir su privacidad, Nick acepta los planes de Chord para espiarla. Al escuchar a escondidas sus conversaciones telefónicas, se enteran de que se reunirá en secreto con su agente, Tony (Iván González), con quien está teniendo una aventura, en el mismo hotel en el que se hospeda Nick.
Chord le indica a Nick que use equipos de vigilancia de alta gama preexistentes para espiar a Jill y Tony. Mientras los observa, Nick es contactado brevemente por un trío de piratas informáticos que se dirigen a él como "Nevada". Jill sale de la habitación de Tony. Cuando las luces de Nick se encienden espontáneamente y Tony puede ver que la cámara apunta a su habitación y sale a investigar por lo que Nick entra en pánico. Chord le ordena a Nick que use una Taser para incapacitar a Tony. Sintiendo que no tiene otra opción, Nick acepta. Nick inicialmente se niega a atar a Tony, pero lo hace una vez que Chord amenaza con dejar de ayudarlo. Sospechando por qué todo este equipo está disponible en su habitación de hotel, Nick pregunta quién es realmente Chord; Chord lo ignora y lo guía fuera del hotel pirateando el sistema de seguridad.
Chord chantajea a Nick para que cumpla aún más al revelar que todo el concurso fue un engaño, y Chord ahora tiene pruebas en video de los crímenes de Nick. Chord obliga a Nick a seguir a Jill a su casa, y el trío de piratas informáticos lo contacta una vez más creyendo que Nick es un pirata informático famoso. Se ofrecen a ayudarlo en su último truco y Nick los recluta para contrarrestar a Chord. Mientras tanto, Chord piratea la PC de Jill cuando se va a casa. Cuando Nick se niega a enviarle un archivo a su PC, Chord demuestra que es capaz de colarse en la casa de Jill y matarla. 
El archivo resulta ser una transmisión en vivo de la tortura de Tony con corriente eléctrica. Horrorizado, Nick intenta negociar con Chord para la liberación de Tony, pero Chord solo tortura a Tony aún más. Chord obliga a Nick a darle órdenes a Jill a través de su PC, y Nick le exige que revele sus senos. Satisfecho con el video resultante, Chord interrumpe la conexión. Nick intenta frenéticamente advertir a Jill, pero Chord la secuestra. Con la ayuda de los piratas informáticos, Nick persigue a Chord. Sin embargo, una vez que se dan cuenta de que Chord es en realidad el maestro hacker, Nevada, su lealtad se rompe. Sin embargo, Nick captura la cara del trío y amenaza con denunciarlos por lo que continúan ayudándolo y advierten a Nick que Nevada es el mejor del mundo y un veterano de numerosas operaciones anarquistas, aunque ninguna de ellas ha resultado en daño físico a nadie. 
Los piratas descubren más tarde que Chord mató a Nevada y tomó su lugar. Después de que tanto Nick como Chord se deshagan de la policía, Nick choca su auto y Chord le dispara. Chord piratea todo Internet y prácticamente todos los sitios web se reemplazan con un adelanto del video revelador de Jill. Cuando el sitio se activa, Chord explica que en lugar de un video sexual, la matarán en vivo en Internet a menos que sus fanáticos cierren inmediatamente la ventana del navegador. El tráfico del sitio aumenta drásticamente y Chord finge la muerte de la actriz en una fábrica abandonada. Jill habla con Chord y dice que entiende el punto sobre la sociedad que está haciendo. Sin embargo, cuando su guardia está baja, ella huye. 
Nevada le revela a Chord que todavía está vivo y que se ha hecho pasar por Nick todo el tiempo. El verdadero Nick estaba escondido de forma segura en el maletero del coche de Nevada, y todo el escenario era una operación diseñada para atrapar a Chord. Nevada y Jill escapan a un búnker antes de que los explosivos vuelen la fábrica y maten a Chord. Nevada y Jill discuten qué hacer a continuación, y ella le pide que lo acompañe mientras él se retira al movimiento clandestino de piratas informáticos. 

## Reparto
- Elijah Wood - Nick Chambers
- Sasha Grey - Jill Goddard
- Neil Maskell - Chord
- Nacho Vigalondo - Richy Gabilondo
- Iván González - Tony
- Scott Weinberg - Don Delano
- Trevante Rhodes - Brian
- Brian Elder - Concursante del Fantastic Fest
- Adam Quintero - Pierre
- Adam J. Reeb - Admirador del Fantastic Fest
- Daniel Pérez Prada - Triop #1
- Jake Clamburg - Triop #2
- Mike McCutchen - Moviegoer
- Jaime Olías - Dave
- Rachel Arieff
- Ulysses Lopez
- Raúl Cimas - superviviente
- Carlos Areces - vigilante
- Michelle Jenner - poseída #1
- Julián Villagrán - poseído #2

## Producción
Vigalondo se inspiró en el filme de Mike Nichols: Closer para su producción. De acuerdo con sus palabras durante una entrevista declaró que tanto el borrador como el guion supuso un reto para las interacciones entre los personajes y los puntos de vista de cada uno. El cineasta le ofreció un papel a Woods y a Grey. Esta última le pidió a su mánager una copia del mismo, además de conocer al director, del que dijo ser una admiradora.
El rodaje tuvo lugar la última semana de octubre de 2012 en Madrid y el resto en Austin, Texas.
El 1 de abril de 2014 la productora Cinedigm se hizo con los derechos de la película para distribuirla en Estados Unidos.

## Recepción
Desde We Got This Covered alabaron la actuación de Wood y Grey, aunque, por otro lado, fueron críticos con la producción: «Open Windows 'spamea' a la audiencia con una sobrecarga de desarrollo sin lógica, como esos anuncios inútiles que dicen 'arreglar los problemas con una fórmula mágica'.» Shock Till You Drop también fue crítica al considerar la película «decepcionante».